# Jarle Midthjell Gjørven
Jarle Midthjell Gjørven (* 14. März 1993) ist ein norwegischer Biathlet.
Jarle Midthjell Gjørven startet für Markane Il. Er bestritt seine ersten internationalen Rennen im Rahmen der Biathlon-Juniorenweltmeisterschaften 2014 in Nové Město na Moravě. Im Einzel verpasste er als 14. noch die Top Ten, im Sprint wurde er Neunter und im Verfolgungsrennen konnte er sich dank nur zweier Schießfehler und damit der wenigsten im Feld bis auf den Bronzerang vorkämpfen. Mit der Staffel wiederum verpasste er als Viertplatzierter knapp eine weitere Medaille.
National hatte Gjørven seine bislang größeren Erfolge. 2013 konnte er in Dombås an der Seite von Johannes Thingnes Bø, Håvard Bogetveit und Tarjei Bø, 2014 in Voss gemeinsam mit Johan Eirik Meland, Håvard Bogetveit und Johannes Thingnes Bø als Vertretung der Region Sogn og Fjordane den Titel im Staffelrennen der Norwegischen Meisterschaften gewinnen.